# ジェフリー・フォルテス
ジェフリー・フォルテス（Jeffry Fortes、1989年3月22日 - ）は、オランダ・ロッテルダム出身のサッカー選手。エールステ・ディヴィジ・デ・フラーフスハップ所属。ポジションはミッドフィールダー。フォルテスは主にFCドルトレヒト、FCデン・ボス、SBVエクセルシオールでプレーした。

## クラブ歴
2016年5月19日、エクセルシオールと2年契約を締結。2020年1月、同じ市内のライバルチームであるスパルタ・ロッテルダムにフリートランスファーで加入した。
2021年8月12日、デ・フラーフスハップに1年契約で移籍。

## 代表歴
カーボベルデの血を引く両親の下、オランダで生まれた。モザンビーク代表戦でカーボベルデ代表デビューを果たした。

## タイトル
個人
- エールステ・ディヴィジ年間ベストイレブン: 2022-23[5]